# Мартьянов, Николай Иванович
Николай Иванович Мартьянов (15 декабря 1923, Макушино, Уральская область — 3 июля 1993, Ульяновск) — гвардии полковник Советской Армии, участник Великой Отечественной войны, Герой Советского Союза (1945). Уволившись в запас преподавал в Школе высшей лётной подготовки ГВФ.

## Биография
Николай Иванович Мартьянов родился 15 декабря 1923 года в рабочей семье в селе Макушино Макушинского сельсовета Макушинского района Курганского округа Уральской области, ныне город — административный центр Макушинского муниципального округа Курганской области. В шесть лет остался без отца, воспитывался матерью.
С 1932 года учился в Макушинской образцовой начальной школе, затем в Макушинской неполной средней школе, где в 1940 году вступил в ВЛКСМ. Был отличником учёбы. После окончания Макушинской семилетней школы учился в 73-й учебной эскадрилье Гражданского Воздушного Флота в городе Курган. Освоил самолёт У-2.
24 марта 1941 года Мартьянов был призван на службу в Рабоче-крестьянскую Красную Армию. В июне вместе с группой лётчиков-курсантов его перевели на учёбу в Троицкую военную школу лётчиков, а затем в Пермскую военно-авиационную школу пилотов. После её окончания, с 18 августа 1943 года — на фронтах Великой Отечественной войны. Воевал на самолёте Ил-2.
К марту 1945 года гвардии капитан Николай Мартьянов был заместителем командира эскадрильи 76-го гвардейского штурмового авиационного полка 1-й гвардейской штурмовой авиадивизии 1-й воздушной армии 3-го Белорусского фронта. К тому времени он совершил 149 боевых вылетов на бомбардировку скоплений боевой техники и живой силы противника, его важных объектов.
Указом Президиума Верховного Совета СССР от 19 апреля 1945 года за «образцовое выполнение боевых заданий командования на фронте борьбы с немецкими захватчиками и проявленные при этом мужество и героизм» гвардии капитан Николай Мартьянов был удостоен высокого звания Героя Советского Союза с вручением ордена Ленина и медали «Золотая Звезда» за номером 6234.
К концу войны гвардии капитан Н. И. Мартьянов на штурмовике Ил-2 совершил 173 боевых вылета. Им лично уничтожено 13 самолётов, 25 танков, 27 артиллерийских орудий, 12 машин с военными грузами и до 300 солдат и офицеров противника.
После окончания войны Мартьянов продолжил службу в Советской Армии.
В 1946 году вступил в ВКП(б), в 1952 году партия переименована в КПСС.
В 1948 году окончил среднюю школу. В 1952 году он окончил Военно-воздушную академию. Освоил реактивный самолёт Як-28, служил в войсках ПВО. В 1957—1962 годах — командир 641-го гвардейского истребительного авиационного полка 26-й ИАД 22-й воздушной армии (Карельская АССР). Затем — начальник отдела боевой подготовки и боевого применения авиации 4-й отдельной армии ПВО.
В 1970 году в звании полковника Мартьянов был уволен в запас. Проживал в Ульяновске, преподавал в Школе высшей лётной подготовки ГВФ.
Николай Иванович Мартьянов умер 3 июля 1993 года, похоронен на Северном кладбище города Ульяновска Ульяновской области.

## Награды
- Герой Советского Союза, 19 апреля 1945 года[4][5][6][7]
  - Орден Ленина
  - Медаль «Золотая Звезда» № 6234
- Орден Красного Знамени, четырежды: 23 февраля 1944 года[8] (вручён 5 марта 1944 года), 19 мая 1944 года[9] (вручён 24 мая 1944 года), 17 февраля 1945 года[10] (вручён 22 февраля 1945 года), 18 мая 1945 года[11]
- Орден Александра Невского, 5 ноября 1944 года[12] (вручён 7 ноября 1944 года)
- Орден Отечественной войны I степени, дважды: 5 сентября 1944 года[13] (вручён 14 сентября 1944 года), 1985 год.
- Орден Красной Звезды, 30 декабря 1956 года
- Медали, в т.ч.:[2].
  - Медаль «За боевые заслуги», 17 мая 1951 года
  - Медаль «За победу над Германией в Великой Отечественной войне 1941—1945 гг.», 1945 год[14]
  - Медаль «За взятие Кёнигсберга», 1945 год

## Память
- Мемориальная доска в МБОУ «Макушинская СОШ №1», где учился Герой.
- Мемориальный знак на памятнике Героям Советского Союза — работникам училища, участникам Великой Отечественной войны, Ульяновский институт гражданской авиации, где работал преподавателем.